# Săcueni
Săcueni là một thị trấn thuộc hạt Bihor, România. Dân số thời điểm năm 2002 là 11662 người.